# Trichomyia lyrata
Trichomyia lyrata är en tvåvingeart som beskrevs av Duckhouse 1978. Trichomyia lyrata ingår i släktet Trichomyia och familjen fjärilsmyggor. Inga underarter finns listade i Catalogue of Life.